# (15788) 1993 SB
(15788) 1993 SB  — транснептуновий об'єкт класу плутино в поясі Койпера.

## Відкриття
Відкритий 16 вересня 1993 року за допомогою телескопа ім. Ісаака Ньютона (англ. Issac Newton Telescope), «обсерваторія Ла-Пальма» (англ. La Palma Observatory). Новий об'єкт отримав позначення (15788) 1993 SB. Це був третій транснептуновий об'єкт, відкритий після 1993 RO і 1993 RP.

## Орбіта
Афелій орбіти об'єкта 1993 SB перебуває на відстані 7715,1 млн км від Сонця, а перигелій — на відстані 3997,1 млн км. Він рухається в орбітальному резонансі 2:3 з орбітою Нептуна: поки він здійснює два оберти по своїй орбіті, Нептун робить три. Сидеричний період обертання становить 89 461 земну добу або 244,15 земного року. Орбіта має ексцентриситет ~0,36.

## Фізичні характеристики
Об'єкт приблизно 116 кілометрів діаметром. Як і для всіх інших подібних об'єктів, вважається, що його альбедо дорівнює 0,09. Маса ~2×1018. Густина приблизно 2,0 г/см³, стандартна зоряна величина 7,7[джерело?].